# Colônia espiritual
Colônia Espiritual é um termo que designa um dos locais para onde supostamente vão as pessoas (espíritos) quando desencarnam e onde aguardam novas reencarnações, trabalhando e estudando.
São cidades espirituais que servem de morada para os espíritos com algum grau de evolução, ou seja, que praticaram relativamente o lema moral faça aos outros o que gostaria que os outros lhe fizessem.
Apresentam prédios, pátios, jardins, casas, parques, árvores, hospitais, lazer, bibliotecas, onde os espíritos trabalham, estudam, reúnem-se às suas famílias desencarnadas, quando possível, e descansam.
Tal conceito foi amplamente abordado na série denominada A Vida no Mundo Espiritual psicografada pelo espírito André Luiz, através do médium Chico Xavier, iniciada pelo livro Nosso Lar.
Colônia é uma região situada fora do âmbito geográfico de uma soberania, e cuja posse e administração esta exerce. As colônias espirituais estão nas regiões umbralinas (da primeira a quarta esfera espiritual acima da crosta terrestre), mas não são Umbral, pois são extensões extraterritoriais dos planos espirituais superiores (da quinta a sétima esfera espiritual acima da crosta terrestre). Por exemplo, Nosso Lar está na terceira esfera espiritual sobre a cidade do Rio de Janeiro e Colônia Espiritual Alvorada Nova está na quarta esfera espiritual sobre as cidades de Santos, São Vicente, Praia Grande, Cubatão e Guarujá, no litoral do estado de São Paulo, ambas sobre o Brasil.
Algumas obras que tratam de colônias espirituais são:
- Série A Vida no Mundo Espiritual, pelo espírito André Luiz, psicografada por Chico Xavier e Waldo Vieira, editada originalmente pela Federação Espírita Brasileira
- Memórias de um suicida,[5][6] romance psicografado pela médium espírita brasileira Yvonne do Amaral Pereira, cuja autoria é atribuída ao espírito do romancista português Camilo Castelo Branco.
- A série de livros, iniciada por Alvorada Nova,[7] de autoria do espírito Cairbar Schutel e coordenada por Abel Glaser (coordenador de grupo de médiuns), editada pela Casa Editora O Clarim;
- Moradas Espirituais, da médium Vânia Arantes Damo.
- https://kardecpedia.com/roteiro-de-estudos/20/revista-espirita-jornal-de-estudos-psicologicos-1858/4441/agosto/habitacoes-em-jupiter

## Controvérsias no movimento espírita
A codificação de Allan Kardec, obra básica da Doutrina Espírita, não se refere às tais colônias, e a resposta que os espíritos da codificação oferecem ao item 1017 de O Livro dos Espíritos (de 1857) e o subsequente comentário de Allan Kardec, parecem depor textualmente contra essa ideia.
"1017. Alguns Espíritos disseram estar habitando o quarto, o quinto céus, etc. Que queriam dizer com isso?
“Perguntando-lhes que céu habitam, é que formais ideia de muitos céus dispostos como os andares de uma casa. Eles, então, respondem de acordo com a vossa linguagem. Mas, por estas palavras — quarto e quinto céus — exprimem diferentes graus de purificação e, por conseguinte, de felicidade. É exatamente como quando se pergunta a um Espírito se está no inferno. Se for desgraçado, dirá — sim, porque, para ele, inferno é sinônimo de sofrimento. Sabe, porém, muito bem que não é uma fornalha. Um pagão diria estar no Tártaro.”
 O mesmo ocorre com outras expressões análogas, tais como: cidade das flores, cidade dos eleitos, primeira, segunda, ou terceira esfera, etc., que apenas são alegorias usadas por alguns Espíritos, quer como figuras, quer, algumas vezes, por ignorância da realidade das coisas, e até das mais simples noções científicas."
Também o artigo "Quadro da Vida Espírita" publicado por Allan Kardec na Revista Espírita de abril de 1859, que expõe a situação, sensações e a vida após a morte, parece divergir da ideia de colônias espirituais:
"Há sensações que têm sua fonte no próprio estado de nossos órgãos. Ora, as necessidades inerentes ao nosso corpo não podem ocorrer, desde que o corpo não existe mais. O Espírito, portanto, não experimenta fadiga nem necessidade de repouso ou de nutrição, porque não tem nenhuma perda a reparar, como não é acometido por nenhuma de nossas enfermidades. As necessidades do corpo determinam as necessidades sociais que, para os Espíritos, não mais existem, tais como as preocupações dos negócios, as discórdias, as mil e umas tribulações do mundo e os tormentos a que nos entregamos para garantirmos as necessidades ou as coisas supérfluas da vida."
No entanto, na obra de Allan Kardec, publicada em 1865, O Céu e o Inferno, em sua segunda parte, cap. II - Espíritos felizes, temos reproduzidos trechos de comunicação, originalmente em alemão, de espírito que afirma ter sido uma condessa chamada Paula, que parecem confirmar a ideia de colônias espirituais: 
Os vossos palácios de dourados salões, que são eles comparados a estas moradas aéreas, vastas regiões do espaço matizadas de cores que obumbrariam o arco-íris? Os vossos passeios, a contados passos nos parques, a que se reduzem, comparados aos percursos da imensidade, mais céleres que o raio?
Na mesma comunicação, entretanto, a narração do espírito a respeito das ocupações dos espíritos e da ausência de fadiga, volta, a princípio, a se afastar do modo de vida sugerido pelo espírito André Luiz:
As ocupações, posto que isentas de fadiga, revestem-se de perspectivas e emoções variáveis e incessantes, pelos mil incidentes que se lhes filiam. Tem cada qual sua missão a cumprir, seus protegidos a velar, amigos terrenos a visitar, mecanismos na natureza a dirigir, almas sofredoras a consolar; e é o vaivém, não de uma rua a outra, porém, de um a outro mundo; reunimo-nos, separamo-nos para novamente nos juntarmos; e, reunidos em certo ponto, comunicamo-nos o trabalho realizado, felicitando-nos pelos êxitos obtidos; ajustamo-nos, mutuamente nos assistimos nos casos difíceis.
As recorrentes controvérsias no meio espírita, mormente com respeito a veracidade ou não da existência da vida espiritual semelhante a vida material, foi abordada na dissertação de mestrado "Em Torno de Nosso Lar: Uma Análise das Controvérsias Produzidas no Movimento Espírita", onde o autor conclui que:
"A descrição feita por André Luiz de uma vida materializada no além como a relatada em Nosso Lar indica para uma proximidade desta obra com as teses expostas por Emanuel Swedenborg, que descreve, com base em suas visões, um céu com correspondências para com a vida na Terra, com jardins, templos, palácios e casas, a exemplo também da obra do reverendo G. Vale Owen, A Vida além do véu, que, segundo alguns críticos, foi fonte de inspiração para Nosso Lar, que recebeu a acusação de ter plagiado a obra de Owen em determinadas passagens. Em meu entendimento, tais descrições se distanciam do conceito de além estabelecido por Allan Kardec na codificação espírita, o que me leva a concordar com Silva quando este afirma que estas referências andreluizinas estão mais próximas de Swedenborg (e de Owen) do que de Allan Kardec (SILVA, F., 2007, p.42). Sobre este ponto, avanço em relação a Silva (2007) ao considerar Nosso Lar como uma obra que poderia ser compreendida como um hibridismo entre as obras de Swedenborg e Roustaing."